# Шашков, Иван Ефимович
Ива́н Ефи́мович Шашко́в (16 [29] мая 1909, Мамзя, Казанская губерния — 2 января 1999) — советский инженер-механик, специалист в области специального вооружения. Заслуженный деятель науки и техники РСФСР.

## Биография
Родился в деревне Мамзя (ныне — Байсубино Красноармейского района Чувашии) в чувашской крестьянской семье. Окончил Убеевскую шестилетнюю школу, затем — Цивильскую школу II ступени, в 1935 году — механическое отделение физико-математического факультета Ленинградского университета. С 1936 года работал инженером-расчётчиком на заводе № 224 (завод «Метприбор»).
2 июля 1941 года добровольцем вступил в Красную армию, воевал командиром огневого взвода артполка народного ополчения Выборгского района Ленинграда, с 14 июля — в той же должности в 69-м запасном зенитном артполку, со 2 августа — помощником командира 72-й отдельной зенитной артдивизии. С 16.11.1941 по апрель 1943 в должности помощника командира 596-го истребительного противотанкового артполка воевал на Ленинградском фронте, участвовал в боях на Пулковских высотах, в прорыве блокады Ленинграда; был дважды ранен. С апреля 1943 года — помощник по технической части командира 561-го артиллерийского полка, участвовал в Синявинской операции (1943), изгнании врага из Ленинградской области (1944). С июня 1944 — начальник 5 отделения артснабжения 23-й армии, участвовал в боях на Карельском перешейке. С января 1945 — начальник технической службы 51-й отдельной пушечной артиллерийской бригады.
После войны продолжил службу в армии, с 1946 года — в НИИ-4 (в 1959—1963 — начальник лаборатории конструкций и прочности специальных летательных аппаратов и носителей.).
Участвовал в подготовке к запускам и пускам ракет-носителей Р-7.
Похоронен на Невзоровском кладбище (17-й участок) в Пушкинском районе Московской области.

## Научная деятельность
В 1950 году защитил кандидатскую, в 1960 — докторскую диссертацию («Некоторые вопросы динамического расчёта специальных конструкций и устойчивости упругих систем»); профессор (1968).
Возглавлял экзаменационную комиссию по специальным предметам, учёный совет НИИ-4.
Автор более 150 научных работ, в том числе монографий и учебных пособий, 12 авторских свидетельств на изобретения. Подготовил девять кандидатов и двух докторов наук.

## Награды
- три ордена Отечественной войны II степени (1.6.1945[5], 24.7.1945[6], 6.4.1985[7])
- орден Трудового Красного Знамени[1]
- медаль «За оборону Ленинграда»[6]
- медали
- Заслуженный деятель науки и техники РСФСР[8]
- премия Академии артиллерийских наук (1947, 1948)[1].

## Память
30 мая 2009 года в деревне Байсубино на доме, где родился И. Е. Шашков, открыта мемориальная доска.
Личные вещи и документы И. Е. Шашкова депонированы в Чувашском национальном музее.